# Eublemma flammeola
Eublemma flammeola là một loài bướm đêm trong họ Erebidae.